# Nati il 1º ottobre
| Questa pagina contiene informazioni ricavate automaticamente dalle voci biografiche con l'ausilio del template Bio e di un bot. L'aggiornamento è periodico e automatico e ricostruisce completamente la pagina. Se manca una persona in questa lista, sei pregato di non aggiungerla, ma accertati piuttosto che la sua voce biografica contenga il template Bio e che i dati anagrafici siano correttamente compilati. Se il template Bio manca, inseriscilo tu stesso o, in alternativa, metti l'avviso {{tmp\|Bio}} che ne segnala la mancanza. Se i dati riportati sono sbagliati, correggi direttamente la voce biografica; le modifiche saranno visibili in questa lista entro pochi giorni. Per chiarimenti vedi il progetto biografie. La lista contiene solo le 1.204 persone che sono citate nell'enciclopedia e per le quali è stato implementato correttamente il template Bio. Pagina aggiornata al 13 ago 2025. |

## I secolo a.C.(1)
- 86 a.C. - Gaio Sallustio Crispo, storico, politico e senatore romano († 34 a.C.)

## III secolo(1)
- 208 - Alessandro Severo, imperatore romano († 235)

## X secolo(1)
- 989 - Fan Zhongyan, politico, scrittore e poeta cinese († 1052)

## XIII secolo(1)
- 1207 - Enrico III d'Inghilterra, re († 1272)

## XIV secolo(1)
- 1348 - Isabella di Valois, principessa francese († 1372)

## XV secolo(3)
- 1420 - Elisabetta di Kleve, principessa († 1488)
- 1461 - Amalia di Hohenzollern, nobile († 1481)
- 1472 - Filippo Beroaldo il Giovane, umanista e bibliotecario italiano († 1518)

## XVI secolo(15)
- 1507 - Johannes Sturm, pedagogo tedesco († 1589)
- 1507 - Jacopo Barozzi da Vignola, architetto e teorico dell'architettura italiano († 1573)
- 1521 - Federico Magnus I di Solms-Laubach, nobile tedesco († 1561)
- 1526 - Dorothy Stafford, nobile inglese († 1604)
- 1541 - El Greco, pittore, scultore e architetto greco († 1614)
- 1542 - Álvaro de Mendaña, esploratore, navigatore e cartografo spagnolo († 1595)
- 1544 - Giacomo di Nevers, nobile francese († 1564)
- 1549 - Anna di San Bartolomeo, mistica e religiosa spagnola († 1626)
- 1554 - Leonardo Lessio, teologo olandese († 1623)
- 1577 - Fedele da Sigmaringen, presbitero e santo tedesco († 1622)
- 1579 - Jacopo Soldani, umanista e poeta italiano († 1641)
- 1592 - Luigi Cusani, III marchese di Ponte, nobile e politico italiano († 1659)
- 1596 - Cesare Dandini, pittore italiano († 1657)
- 1599 - Antonio Novelli, scultore italiano († 1662)
- 1600 - Jacques Blanchard, pittore francese († 1638)

## XVII secolo(18)
- 1603 - Georg Paulus Imhoff, banchiere, mercante e politico tedesco († 1689)
- 1604 - Girolamo Graziani, poeta, letterato e nobile italiano († 1675)
- 1606 - Julien Maunoir, gesuita francese († 1683)
- 1620 - Nicolaes Berchem, pittore olandese († 1683)
- 1627 - Galeazzo Marescotti, cardinale e arcivescovo cattolico italiano († 1726)
- 1631 - Toussaint de Forbin-Janson, cardinale e vescovo cattolico francese († 1713)
- 1637 - Giovanni Marracci, pittore e disegnatore italiano († 1704)
- 1641 - Hans Adam von Schöning, militare tedesco († 1696)
- 1643 - Angelo Legrenzi, medico e scrittore italiano († 1708)
- 1657 - Raimondo Recrosio, vescovo cattolico italiano († 1732)
- 1660 - Agostino Pipia, cardinale e vescovo cattolico italiano († 1730)
- 1665 - Cristiano Eberardo della Frisia orientale, principe († 1708)
- 1671 - Luigi Guido Grandi, matematico e filosofo italiano († 1742)
- 1672 - René Frémin, scultore francese († 1744)
- 1676 - Pietro Maria Pieri, cardinale italiano († 1743)
- 1681 - Giulia Lama, pittrice italiana († 1747)
- 1685 - Carlo VI d'Asburgo, sovrano († 1740)
- 1697 - Johannes Schuyler, Jr., imprenditore e politico statunitense († 1741)

## XVIII secolo(41)
- 1713 - Jean Baptiste Denisart, magistrato francese († 1765)
- 1723 - Georg Rudolf Boehmer, botanico e medico tedesco († 1803)
- 1724 - Giovanni Battista Cirri, violoncellista e compositore italiano († 1808)
- 1726 - Vincenzo Ranuzzi, cardinale italiano († 1800)
- 1729 - Anton Cajetan Adlgasser, compositore e organista tedesco († 1777)
- 1729 - Francesco Bruno di Tornaforte, generale italiano († 1814)
- 1731 - Nicolas-Denis Derome, artigiano francese († 1790)
- 1735 - Károly József Pálffy de Erdőd, nobile e politico ungherese († 1816)
- 1737 - George Grey, V conte di Stamford, nobile britannico († 1819)
- 1742 - Olivier Remigius von Wallis auf Carrighmain, generale austriaco († 1799)
- 1744 - Tapping Reeve, giurista e insegnante statunitense († 1823)
- 1748 - Claude Henri de Belgrand de Vaubois, generale e politico francese († 1839)
- 1751 - Marsilio Landriani, chimico italiano († 1815)
- 1754 - Paolo I di Russia, sovrano († 1801)
- 1756 - Luigi di Bentheim e Steinfurt, principe tedesco († 1817)
- 1757 - Andrew Mitchell, ammiraglio britannico († 1806)
- 1760 - William Beckford, scrittore, critico d'arte e politico britannico († 1844)
- 1760 - Friedrich Ernst Ruhkopf, filologo classico tedesco († 1821)
- 1768 - Thomas Mann Randolph Junior, politico statunitense († 1828)
- 1769 - Augustin Darthé, rivoluzionario e magistrato francese († 1797)
- 1770 - Vincenzo Cuoco, scrittore, giurista e politico italiano († 1823)
- 1771 - Pierre Baillot, violinista e compositore francese († 1842)
- 1771 - Michail Andreevič Miloradovič, generale russo († 1825)
- 1775 - Giacomo De Vincentiis, arcivescovo cattolico italiano († 1866)
- 1775 - Mario Giannuzzi, militare e politico italiano († 1849)
- 1780 - Robert Smirke, architetto inglese († 1867)
- 1780 - Göran Wahlenberg, botanico e micologo svedese († 1851)
- 1781 - Friedrich Siegmund Voigt, zoologo e botanico tedesco († 1850)
- 1783 - Jean-Charles Develly, pittore francese († 1862)
- 1784 - Giacomo Angelo Lotti, avvocato, notaio e politico svizzero († 1850)
- 1787 - Michele Canzio, architetto, scenografo e pittore italiano († 1868)
- 1788 - Mary Prince, scrittrice britannica
- 1791 - Sergej Timofeevič Aksakov, scrittore russo († 1859)
- 1791 - Luigi Dragonetti, politico e scrittore italiano († 1871)
- 1793 - Peter Kaiser, storico e politico liechtensteinese († 1864)
- 1794 - Bernardo Tacca, scultore italiano († 1832)
- 1794 - Leopoldo IV di Anhalt-Dessau, principe tedesco († 1871)
- 1799 - John Brown Russwurm, giornalista e editore giamaicano († 1851)
- 1800 - Ludwig von Holzgethan, politico e nobile austriaco († 1876)
- 1800 - Lars Levi Læstadius, pastore protestante, scrittore e botanico svedese († 1861)
- 1800 - Luisa Lemarchand, religiosa francese († 1885)

## XIX secolo(152)
- 1802 - Edward Coote Pinkney, poeta, giornalista e marinaio statunitense († 1828)
- 1804 - William Stokes, medico irlandese († 1878)
- 1805 - Gregorio Misarti, drammaturgo e giornalista italiano († 1876)
- 1806 - Pietro Bubani, botanico, medico e patriota italiano († 1888)
- 1807 - Eugenio Alberi, letterato e scrittore italiano († 1878)
- 1807 - Eduard Zeis, chirurgo e oculista tedesco († 1868)
- 1813 - Savino Savini, patriota e drammaturgo italiano († 1859)
- 1814 - Gathorne Gathorne-Hardy, I conte di Cranbrook, politico inglese († 1906)
- 1816 - Ariodante Fabretti, patriota, storico e politico italiano († 1894)
- 1818 - Giovanni Antonelli, astronomo e matematico italiano († 1872)
- 1818 - Domenico Maria Villa, vescovo cattolico italiano († 1882)
- 1821 - Girolamo Dal Pane, pittore italiano († 1856)
- 1822 - François Jules Edmond Got, attore francese († 1901)
- 1823 - Sophie Leeves, religiosa inglese († 1906)
- 1823 - Odon Thibaudier, arcivescovo cattolico francese († 1892)
- 1825 - Domenico Gaspare Lancia di Brolo, arcivescovo cattolico italiano († 1919)
- 1825 - Federico Seismit-Doda, patriota e politico italiano († 1893)
- 1826 - Karl Theodor von Piloty, pittore tedesco († 1886)
- 1827 - Walter Howell Deverell, pittore britannico († 1854)
- 1828 - Ana Rech, italiana († 1916)
- 1831 - Vincenzo D'Anna, politico italiano († 1902)
- 1832 - Caroline Harrison, first lady statunitense († 1892)
- 1833 - Vito Positano, diplomatico italiano († 1886)
- 1833 - Elisabetta di Schwarzburg-Rudolstadt, principessa tedesca († 1896)
- 1834 - Giuseppe Tardio, avvocato italiano († 1890)
- 1835 - Macario II, religioso e santo russo († 1926)
- 1835 - Júlio César Machado, scrittore portoghese († 1890)
- 1835 - Paul Rastoul, medico e attivista francese († 1875)
- 1837 - Nicolás Avellaneda, politico, avvocato e giornalista argentino († 1885)
- 1838 - Léon Germain Pelouse, pittore francese († 1891)
- 1840 - Michael Logue, cardinale e arcivescovo cattolico irlandese († 1924)
- 1841 - Luigi Fecia di Cossato, generale e politico italiano († 1921)
- 1842 - Giovanni Ceruti, ingegnere e architetto italiano († 1907)
- 1842 - Charles Cros, poeta, inventore e scrittore francese († 1888)
- 1842 - Auguste-René-Marie Dubourg, cardinale e arcivescovo cattolico francese († 1921)
- 1843 - Louis Aldrich, attore teatrale statunitense († 1901)
- 1844 - Stefano Donadoni, pittore italiano († 1911)
- 1845 - Hermann Aron, fisico tedesco († 1913)
- 1845 - William Christie, astronomo inglese († 1922)
- 1845 - Benedetto Civiletti, scultore italiano († 1899)
- 1845 - Adolf Oberländer, pittore e disegnatore tedesco († 1923)
- 1846 - Paolo Menafoglio, imprenditore e politico italiano († 1907)
- 1846 - Albert Mosse, giurista tedesco († 1925)
- 1846 - Nectarios di Egina, vescovo ortodosso greco († 1920)
- 1847 - Annie Besant, attivista, saggista e esoterista britannica († 1933)
- 1848 - Ambrogio Borghi, scultore italiano († 1887)
- 1848 - Joseph Lachaud de Loqueyssie, politico francese († 1896)
- 1848 - Achille Tominetti, pittore italiano († 1917)
- 1849 - Adolf Birch-Hirschfeld, filologo tedesco († 1917)
- 1849 - Anne Charlotte Leffler, drammaturga e attivista svedese († 1892)
- 1852 - Carl Chun, biologo tedesco († 1914)
- 1853 - René Vallery-Radot, scrittore e biografo francese († 1933)
- 1854 - Richard Böhm, zoologo e esploratore tedesco († 1884)
- 1855 - José Benlliure y Gil, pittore spagnolo († 1937)
- 1855 - John Norton, numismatico e politico britannico († 1943)
- 1857 - Jean Bergonie, medico francese († 1925)
- 1857 - Giovanni Martinotti, patologo italiano († 1928)
- 1857 - Remigio Renzi, organista e compositore italiano († 1938)
- 1858 - Joseph Krautwald von Annau, generale austro-ungarico († 1925)
- 1858 - Frédéric Soulacroix, pittore francese († 1933)
- 1860 - Giovanni Battista Ceirano, imprenditore italiano († 1912)
- 1860 - Heinrich Dreser, chimico tedesco († 1924)
- 1861 - Anna Brigadere, scrittrice e drammaturga lettone († 1933)
- 1861 - Philip Burne-Jones, pittore britannico († 1926)
- 1862 - Esther Boise Van Deman, archeologa statunitense († 1937)
- 1863 - Alberto Geremicca, politico e giornalista italiano († 1943)
- 1863 - Oscar Schuster, alpinista, medico e scrittore tedesco († 1917)
- 1864 - Giovanni Merizzi, politico italiano († 1941)
- 1865 - Paul Dukas, compositore francese († 1935)
- 1865 - Virginio Mazzelli, bibliotecario e scrittore italiano († 1931)
- 1865 - Harry Scrivener, tennista britannico († 1937)
- 1866 - Arshak Fetvadjian, artista, pittore e grafico armeno († 1947)
- 1866 - Lydia Knott, attrice statunitense († 1955)
- 1867 - Ugo Cei, generale e politico italiano († 1953)
- 1867 - George Cecil Ives, scrittore britannico († 1950)
- 1867 - Fernand Pelloutier, sindacalista e anarchico francese († 1901)
- 1868 - Annie Sophie Cory, scrittrice indiana († 1952)
- 1870 - Bob Milne, calciatore nordirlandese († 1932)
- 1871 - Pasquale Caso, politico italiano († 1947)
- 1871 - Francesco Marchetti Selvaggiani, cardinale e arcivescovo cattolico italiano († 1951)
- 1872 - Israël Querido, scrittore olandese († 1932)
- 1873 - Carlo Dani, ciclista su strada, pistard e tenore italiano († 1944)
- 1873 - Max Graf, scrittore, insegnante e critico musicale austriaco († 1958)
- 1873 - Émile Jeanbrau, medico francese († 1950)
- 1873 - Georges Rötig, pittore francese († 1961)
- 1874 - Alfred Annan, golfista statunitense († 1931)
- 1874 - William Baird, calciatore scozzese († 1943)
- 1874 - Hans Fahrni, scacchista svizzero († 1939)
- 1875 - Eugeen Van Mieghem, pittore belga († 1930)
- 1878 - Selmar Samuel Aschheim, medico tedesco († 1965)
- 1878 - Gaetano Ballardini, storico dell'arte italiano († 1953)
- 1878 - Louis-Hippolyte Boileau, architetto francese († 1948)
- 1878 - Step'an Šahowmyan, politico armeno († 1918)
- 1878 - Othmar Spann, filosofo, sociologo e economista austriaco († 1950)
- 1879 - Gino Arias, economista e politico italiano († 1940)
- 1880 - Gustavo Giovannetti, compositore italiano († 1968)
- 1880 - Homer Scott, direttore della fotografia statunitense († 1956)
- 1881 - William Boeing, imprenditore e pioniere dell'aviazione statunitense († 1956)
- 1881 - Louis Laufray, nuotatore e pallanuotista francese († 1970)
- 1882 - Achille Bertini Calosso, storico dell'arte italiano († 1955)
- 1882 - Luigi Rocco, politico italiano († 1974)
- 1883 - Leonardo Cerini, chimico italiano († 1964)
- 1883 - Rabindranath Datta, poeta indiano († 1917)
- 1883 - Gabriel Deluc, pittore francese († 1916)
- 1883 - Joseph Fleming, velocista statunitense († 1960)
- 1884 - David Katz, psicologo tedesco († 1953)
- 1884 - Romana Rompato, poetessa italiana († 1955)
- 1885 - Salvatore Biondi, collezionista d'arte e storico italiano († 1973)
- 1885 - Bert Freeman, calciatore inglese († 1955)
- 1885 - Attilio Longoni, pioniere dell'aviazione, giornalista e politico italiano († 1932)
- 1886 - Ahmad Amin, storico egiziano († 1954)
- 1886 - Georgij Petrovič Fedotov, storico russo († 1951)
- 1886 - Paul Morgan, attore austriaco († 1938)
- 1887 - Armando Bini, tenore italiano († 1954)
- 1887 - Hector Hodler, giornalista e esperantista svizzero († 1920)
- 1887 - Anders Moen, ginnasta norvegese († 1966)
- 1888 - Ramon d'Abadal i de Vinyals, storiografo spagnolo († 1970)
- 1888 - Marc Edmund Jones, scrittore, sceneggiatore e astrologo statunitense († 1980)
- 1888 - Richard Manuel, pallanuotista austriaco
- 1889 - Minta Durfee, attrice statunitense († 1975)
- 1889 - Gino Girolimoni, fotografo italiano († 1961)
- 1889 - Manlio Stiavelli, militare e ingegnere italiano († 1958)
- 1890 - Katherine Corri Harris, attrice statunitense († 1927)
- 1890 - Stanley Holloway, attore britannico († 1982)
- 1890 - Alice Joyce, attrice statunitense († 1955)
- 1890 - Adolf Wagner, politico tedesco († 1944)
- 1891 - Ivan Bučko, arcivescovo cattolico ucraino († 1974)
- 1891 - Umberto Cerboni, militare italiano († 1916)
- 1891 - Dagmar Ebbesen, attrice e cantante svedese († 1954)
- 1891 - Archibald Rawlings, calciatore inglese († 1952)
- 1892 - Emilio Pettoruti, pittore argentino († 1971)
- 1893 - Faith Baldwin, scrittrice statunitense († 1978)
- 1893 - Marianne Brandt, designer, fotografa e scultrice tedesca († 1983)
- 1893 - Antonio Morassi, storico dell'arte e funzionario italiano († 1976)
- 1893 - Yip Man, insegnante cinese († 1972)
- 1894 - Giovanni Sartori, politico italiano († 1961)
- 1895 - Sylvia Lance Harper, tennista australiana († 1982)
- 1895 - Daphne Mayo, scultrice australiana († 1982)
- 1896 - Gaston Berger, filosofo e funzionario francese († 1960)
- 1896 - Ted Healy, attore statunitense († 1937)
- 1896 - Liaquat Ali Khan, politico pakistano († 1951)
- 1896 - Fernando Silvestri, generale e aviatore italiano († 1959)
- 1896 - Abraham Sofaer, attore britannico († 1988)
- 1896 - Jacques Spitz, autore di fantascienza francese († 1963)
- 1896 - Trijntje van Heerde, olandese († 1965)
- 1897 - Giuseppe Papalia, politico italiano († 1964)
- 1898 - Fritz Lickint, medico tedesco († 1960)
- 1899 - Lajos Bárdos, compositore e direttore di coro ungherese († 1986)
- 1899 - Joseph Guillemot, mezzofondista francese († 1975)
- 1900 - Tommaso Altissimi, rugbista a 15 e allenatore di rugby a 15 italiano
- 1900 - Mary Ethel Hayter Florey, medico australiana († 1966)
- 1900 - Henry Petersen, astista danese († 1949)

## XX secolo(940)
- 1901 - Vincenzo Bosari, scrittore italiano († 1990)
- 1901 - Homer Brightman, sceneggiatore statunitense († 1988)
- 1901 - Stanisława Przybyszewska, drammaturga polacca († 1935)
- 1902 - Jacques Denis, ingegnere e aracnologo francese († 1972)
- 1902 - Jakes Mulholland, calciatore statunitense († 1969)
- 1902 - Lino Ponzinibio, militare italiano († 1985)
- 1902 - Ángel María Rousse, calciatore spagnolo († 1977)
- 1903 - George Coulouris, attore inglese († 1989)
- 1903 - Vladimir Horowitz, pianista e compositore russo († 1989)
- 1903 - Richard Loo, attore statunitense († 1983)
- 1903 - Yoshiyuki Tsuruta, nuotatore giapponese († 1986)
- 1903 - Pierre Veyron, pilota di Formula 1 francese († 1970)
- 1904 - Hans Brunke, calciatore tedesco († 1985)
- 1904 - Folke Fridell, scrittore svedese († 1985)
- 1904 - Otto Robert Frisch, fisico austriaco († 1979)
- 1904 - Louise Lorraine, attrice statunitense († 1981)
- 1904 - Colombo Neri, ciclista su strada italiano († 1981)
- 1904 - Sergej Papov, attore sovietico († 1970)
- 1904 - Milly Reuter, discobola e golfista tedesca († 1976)
- 1905 - Alfons Goppel, politico tedesco († 1991)
- 1905 - Demetrio Mauro, imprenditore italiano († 1996)
- 1905 - Ante Roje, nuotatore e pallanuotista jugoslavo († 1980)
- 1905 - Giulio Zanninovich, calciatore italiano († 1972)
- 1906 - S. D. Burman, compositore indiano († 1975)
- 1906 - Estelle Evans, attrice bahamense († 1985)
- 1906 - Knut Ansgar Nelson, vescovo cattolico danese († 1990)
- 1906 - Thelma Sutcliffe, supercentenaria statunitense († 2022)
- 1907 - Evaristo Frisoni, calciatore e allenatore di calcio italiano († 1988)
- 1907 - Aurelio Genghini, maratoneta italiano († 2001)
- 1907 - Sirio Musso, pittore, illustratore e grafico italiano († 1983)
- 1907 - Rosa Tosches, pittrice italiana († 1990)
- 1908 - Paolo Bianchi, ciclista su strada italiano († 1972)
- 1908 - Giuseppe Casoria, cardinale e arcivescovo cattolico italiano († 2001)
- 1908 - Enzo Ceragioli, direttore d'orchestra, compositore e pianista italiano († 1999)
- 1908 - Herman David Koppel, compositore e pianista danese († 1998)
- 1908 - Giorgio Scarpati, pittore e illustratore italiano († 1987)
- 1908 - Joseph Trần Văn Thiện, vescovo cattolico vietnamita († 1989)
- 1909 - Rune Carlsson, calciatore svedese († 1943)
- 1909 - Shūji Doi, pallanuotista giapponese († 1938)
- 1909 - Alessandro Galante Garrone, storico, scrittore e magistrato italiano († 2003)
- 1909 - Miroslav Lukić, calciatore jugoslavo († 1964)
- 1909 - Thierry Maulnier, giornalista, saggista e critico letterario francese († 1988)
- 1909 - James Neilson, regista, impresario teatrale e fotografo statunitense († 1979)
- 1909 - Luigi Orlandi, politico e partigiano italiano († 2002)
- 1909 - Everett Sloane, attore statunitense († 1965)
- 1910 - Michele Giraud, allenatore di calcio e calciatore italiano († 1997)
- 1910 - Mohammed Zaman Kiani, generale e politico pakistano († 1981)
- 1910 - José Luis, calciatore portoghese
- 1910 - Attilio Pavesi, ciclista su strada e pistard italiano († 2011)
- 1910 - Carmine Tramunti, mafioso statunitense († 1978)
- 1911 - Irwin Kostal, compositore statunitense († 1994)
- 1911 - Heinrich Mark, politico e avvocato estone († 2004)
- 1911 - Piet Schoonenberg, presbitero e teologo olandese († 1999)
- 1911 - Bibi Torriani, hockeista su ghiaccio, slittinista e allenatore di hockey su ghiaccio svizzero († 1988)
- 1912 - Rudy Bond, attore statunitense († 1982)
- 1912 - André Cavens, regista belga († 1971)
- 1912 - Witold Gerutto, multiplista, pesista e dirigente sportivo polacco († 1973)
- 1912 - Lev Nikolaevič Gumilëv, storico, etnologo e antropologo sovietico († 1992)
- 1912 - Kathleen Ollerenshaw, matematica e politica britannica († 2014)
- 1913 - Dori Dorika, attrice russa († 1992)
- 1913 - René-Antoine Gauthier, teologo, filologo e storico della filosofia francese († 1999)
- 1913 - Hélio Gracie, artista marziale brasiliano († 2009)
- 1913 - Carlo Martini, arcivescovo cattolico italiano († 1986)
- 1914 - Lidia Bongiovanni, velocista e altista italiana († 1998)
- 1914 - Daniel J. Boorstin, storico, docente e saggista statunitense († 2004)
- 1914 - Michael Goodliffe, attore britannico († 1976)
- 1914 - Stuart Hampshire, filosofo inglese († 2004)
- 1914 - Maciej Maciejewski, attore polacco († 2018)
- 1914 - Hamao Umezawa, medico giapponese († 1986)
- 1914 - Donald A. Wollheim, scrittore e editore statunitense († 1990)
- 1915 - Ralph Bishop, cestista e allenatore di pallacanestro statunitense († 1974)
- 1915 - Jerome Bruner, psicologo statunitense († 2016)
- 1915 - Andrea Notarachille, militare italiano († 1936)
- 1915 - Giuliano Pajetta, politico, antifascista e partigiano italiano († 1988)
- 1916 - Ferdinando Tartaglia, presbitero, scrittore e teologo italiano († 1988)
- 1917 - Norman Borrett, hockeista su prato britannico († 2004)
- 1917 - Giovanni D'Orlandi, diplomatico italiano († 1973)
- 1917 - Cahal Brendan Daly, cardinale e arcivescovo cattolico irlandese († 2009)
- 1917 - Guido Fibbia, militare e aviatore italiano († 1988)
- 1917 - Robert Gist, attore e regista statunitense († 1998)
- 1918 - Bob Acri, pianista statunitense († 2013)
- 1918 - Oscar Brazzi, produttore cinematografico, regista e sceneggiatore italiano († 1998)
- 1918 - Giulio Ceradini, ingegnere italiano († 2005)
- 1918 - Giuseppe Giacalone, critico letterario e scrittore italiano († 2006)
- 1918 - Giulio Macchi, regista, autore televisivo e conduttore televisivo italiano († 2009)
- 1918 - Giuliana Penzi, danzatrice e coreografa italiana († 2008)
- 1919 - Lida Basso, docente italiana († 2007)
- 1919 - Alberto Cerioni, calciatore argentino († 1948)
- 1919 - Ariodante Dalla, cantante italiano († 1966)
- 1919 - William E. DePuy, generale statunitense († 1992)
- 1919 - Glorio Della Vecchia, carabiniere, militare e partigiano italiano († 1944)
- 1919 - Enzo Marcacci, paroliere italiano († 2016)
- 1919 - Majrooh Sultanpuri, paroliere indiano († 2000)
- 1920 - Dante Carrara, calciatore italiano
- 1920 - Lonny Chapman, attore statunitense († 2007)
- 1920 - Walter Matthau, attore statunitense († 2000)
- 1920 - Giordano Milloch, calciatore italiano
- 1921 - André Barbault, astrologo francese († 2019)
- 1921 - Luigi Borsari, politico italiano († 1983)
- 1921 - Roger Godement, matematico francese († 2016)
- 1921 - Alma McClelland, giocatrice di poker statunitense († 2000)
- 1921 - Angelo Niculescu, allenatore di calcio e calciatore rumeno († 2015)
- 1921 - Pasquale Poerio, sindacalista e politico italiano († 2002)
- 1921 - Girolamo Rallo, politico italiano († 2005)
- 1921 - Ivo Šuprina, calciatore jugoslavo († 1988)
- 1921 - James Whitmore, attore statunitense († 2009)
- 1922 - Simjon Rosenfeld, militare e superstite dell'Olocausto ucraino († 2019)
- 1922 - Chen Ning Yang, fisico cinese
- 1923 - Walter Alini, politico e sindacalista italiano († 1996)
- 1923 - Trevor Ford, calciatore gallese († 2003)
- 1923 - Arialdo Giobbi, cestista svizzero († 2018)
- 1923 - Václav Ježek, calciatore e allenatore di calcio cecoslovacco († 1995)
- 1923 - Babe McCarthy, allenatore di pallacanestro statunitense († 1975)
- 1923 - Mario Sassano, politico italiano († 1984)
- 1924 - Jimmy Carter, politico e filantropo statunitense († 2024)
- 1924 - Antonio Nuciari, calciatore italiano († 2019)
- 1924 - Nobuko Otowa, attrice giapponese († 1994)
- 1924 - William Rehnquist, giurista statunitense († 2005)
- 1924 - Robert Van Kerckhoven, calciatore belga († 2017)
- 1924 - Eugen Wellish, calciatore ungherese († 2005)
- 1925 - Nino Baragli, montatore italiano († 2013)
- 1925 - José Beyaert, ciclista su strada francese († 2005)
- 1925 - Finn Carling, scrittore norvegese († 2004)
- 1925 - Adolfo Kaminsky, fotografo e antifascista francese († 2023)
- 1925 - Antonio Lattarulo, funzionario italiano († 2013)
- 1925 - Gian Paolo Niccolini, pittore e scultore italiano († 1996)
- 1925 - Géza Oláh, calciatore ungherese († 1988)
- 1925 - Francesco Valentino, partigiano italiano († 1944)
- 1925 - Vincent Vitetta, ciclista su strada francese († 2021)
- 1925 - Yang Hyong-sop, politico nordcoreano († 2022)
- 1926 - Nguyễn Hữu An, generale vietnamita († 1995)
- 1926 - Giovanni Bodini, ex calciatore italiano
- 1926 - Carlo Del Teglio, poeta italiano († 1988)
- 1926 - Gerhard Stolze, tenore tedesco († 1979)
- 1926 - Giuseppe Zurlo, politico e giornalista italiano († 2020)
- 1927 - Gianni Aiolfi, rugbista a 15 italiano († 2003)
- 1927 - Tom Bosley, attore statunitense († 2010)
- 1927 - Luigi Cansani, presbitero, organista e compositore svizzero († 2017)
- 1927 - Antonio Di Tonno, arbitro di calcio italiano († 1996)
- 1927 - Oleg Nikolaevič Efremov, attore russo († 2000)
- 1927 - Alf McMichael, calciatore nordirlandese († 2006)
- 1927 - Jean Penzer, direttore della fotografia francese († 2021)
- 1928 - Uccio Aloisi, cantante e musicista italiano († 2010)
- 1928 - Laurence Harvey, attore e regista britannico († 1973)
- 1928 - Willy Mairesse, pilota automobilistico belga († 1969)
- 1928 - Estuardo Maldonado, scultore e pittore ecuadoriano († 2023)
- 1928 - Jim Pattison, imprenditore canadese
- 1928 - George Peppard, attore, regista e produttore cinematografico statunitense († 1994)
- 1928 - Ed Setrakian, attore statunitense
- 1928 - Erica Yohn, attrice e doppiatrice statunitense († 2019)
- 1929 - Raya Bronstein, cestista, pesista e giavellottista israeliana († 2023)
- 1929 - Vittoriano Esposito, critico letterario italiano († 2012)
- 1929 - Ernesto Grillo, calciatore argentino († 1998)
- 1929 - Ante Mladinić, allenatore di calcio e calciatore jugoslavo († 2002)
- 1929 - Bonnie Owens, cantautrice statunitense († 2006)
- 1929 - Carlo Sassi, giornalista italiano
- 1930 - Frank Gardner, pilota automobilistico australiano († 2009)
- 1930 - Richard Harris, attore e cantautore irlandese († 2002)
- 1930 - Glauco Mauri, attore e regista teatrale italiano († 2024)
- 1930 - Philippe Noiret, attore francese († 2006)
- 1930 - Franco Rossetti, critico cinematografico, sceneggiatore e produttore cinematografico italiano († 2018)
- 1930 - Gian Mario Rossignolo, imprenditore italiano
- 1931 - Sylvano Bussotti, compositore e artista italiano († 2021)
- 1931 - Alberto Gatto, calciatore italiano († 1976)
- 1931 - Franc Košir, cantante sloveno († 1991)
- 1931 - Angelo Ruffinoni, calciatore italiano († 2010)
- 1931 - Tamara Rylova, pattinatrice di velocità su ghiaccio sovietica († 2021)
- 1932 - Gigi Cameroni, giocatore di baseball, allenatore di baseball e dirigente sportivo italiano († 2006)
- 1932 - Albert Collins, chitarrista e cantante statunitense († 1993)
- 1932 - Matteo Discepolo, pittore e scultore italiano
- 1932 - Hennie Hollink, allenatore di calcio, calciatore e dirigente sportivo olandese († 2018)
- 1932 - Norihiko Kurahashi, ex nuotatore giapponese
- 1933 - Richard Dukeshire, allenatore di pallacanestro statunitense († 2012)
- 1934 - Emilio Botín, banchiere e imprenditore spagnolo († 2014)
- 1934 - Luigi Menti, calciatore italiano († 2013)
- 1934 - Petar Radenković, ex calciatore jugoslavo
- 1934 - Miguel Ángel Ruiz, ex calciatore argentino
- 1934 - Geoff Stephens, paroliere e compositore britannico († 2020)
- 1935 - Julie Andrews, attrice, cantante e scrittrice britannica
- 1935 - Alvaro Biagini, allenatore di calcio e ex calciatore italiano
- 1935 - Walter De Maria, scultore statunitense († 2013)
- 1935 - Josip Duvančić, calciatore e allenatore di calcio croato († 2023)
- 1935 - Maria Fiore, attrice italiana († 2004)
- 1935 - Julio Jaramillo, cantante ecuadoriano († 1978)
- 1935 - Ortunho, calciatore brasiliano († 2004)
- 1935 - Giampaolo Pansa, giornalista e scrittore italiano († 2020)
- 1935 - Antoni Stankiewicz, vescovo cattolico polacco († 2021)
- 1936 - Duncan Edwards, calciatore inglese († 1958)
- 1936 - Toralf Engan, ex saltatore con gli sci norvegese
- 1936 - Antoinette Fouque, psicanalista e politica francese († 2014)
- 1936 - Lelia Goldoni, attrice statunitense († 2023)
- 1936 - Walter Pichler, architetto, artista e scultore austriaco († 2012)
- 1936 - Edward Villella, ballerino e coreografo statunitense
- 1936 - Gerald Young, calciatore inglese († 2020)
- 1937 - Hedy d'Ancona, ex politica e sociologa olandese
- 1937 - John D. Anderson, ingegnere aeronautico e scrittore statunitense
- 1937 - Giuliano Bernardelle, ciclista su strada italiano († 2023)
- 1937 - Matthew Carter, disegnatore inglese
- 1937 - Leo Cella, pilota automobilistico e pilota di rally italiano († 1968)
- 1937 - Irma Ravinale, compositrice e musicista italiana († 2013)
- 1937 - Antun Rudinski, allenatore di calcio e calciatore jugoslavo († 2017)
- 1937 - Peter Stein, regista teatrale tedesco
- 1938 - Denise Cronenberg, costumista canadese († 2020)
- 1938 - Tony Darrow, attore statunitense
- 1938 - Margaret Gibson, ex nuotatrice australiana
- 1938 - Les Scheinflug, allenatore di calcio e ex calciatore tedesco
- 1938 - Pino Pinelli, pittore italiano († 2024)
- 1938 - Guido Pollice, politico italiano († 2023)
- 1938 - Gerhard Schwenzer, vescovo cattolico tedesco
- 1938 - Stella Stevens, attrice statunitense († 2023)
- 1938 - Alf Svensson, politico svedese
- 1939 - George Carruthers, fisico e ingegnere statunitense († 2020)
- 1939 - Rosella Cicognani, ex ginnasta italiana
- 1939 - Umberto Melloni, ex calciatore italiano
- 1939 - Mihaly Meszaros, attore ungherese († 2016)
- 1939 - Astrid Sandvik, ex sciatrice alpina norvegese
- 1939 - Janie Sell, attrice e cantante statunitense
- 1939 - Antoni Serra, allenatore di pallacanestro spagnolo
- 1940 - Julio César Benítez, calciatore uruguaiano († 1968)
- 1940 - Jean-Luc Bideau, attore svizzero
- 1940 - Giovanni Cerri, filologo classico, grecista e traduttore italiano († 2021)
- 1940 - Richard Corben, fumettista e illustratore statunitense († 2020)
- 1940 - Claudio Fracassi, giornalista e scrittore italiano
- 1940 - Larry Keenan, ex hockeista su ghiaccio canadese
- 1940 - Vincenzo Meco, ex ciclista su strada italiano
- 1940 - Steve O'Rourke, manager e pilota automobilistico britannico († 2003)
- 1940 - Marc Savoy, fisarmonicista, violinista e cantante statunitense
- 1941 - Chiaki Ishii, ex judoka giapponese
- 1941 - Mario Lamagna, pugile italiano († 2020)
- 1941 - Mario Mancini, filologo italiano
- 1941 - Giorgio Panto, imprenditore e politico italiano († 2006)
- 1941 - Vjačeslav Vedenin, fondista sovietico († 2021)
- 1942 - Giuseppe Bertello, cardinale e arcivescovo cattolico italiano
- 1942 - Fritz Chervet, pugile svizzero († 2020)
- 1942 - Joseph Corozzo, mafioso statunitense († 2024)
- 1942 - Franco Del Mastro, politico italiano († 2008)
- 1942 - Constantin Frățilă, calciatore rumeno († 2016)
- 1942 - Bobby Hunt, ex calciatore inglese
- 1942 - Jean-Pierre Jabouille, pilota automobilistico francese († 2023)
- 1942 - Günter Wallraff, giornalista e scrittore tedesco
- 1943 - Maria Chiara Acciarini, politica italiana
- 1943 - Jean-Jacques Annaud, regista, sceneggiatore e produttore cinematografico francese
- 1943 - Massimo Brutti, politico italiano
- 1943 - Patrick D'Rozario, cardinale e arcivescovo cattolico bangladese
- 1943 - Gianni Del Buono, ex mezzofondista italiano
- 1943 - Alberto Di Pisa, magistrato italiano († 2022)
- 1943 - Jakob Finci, diplomatico bosniaco
- 1943 - Raymond Langendries, politico belga
- 1943 - José Santacruz Londoño, criminale colombiano († 1996)
- 1943 - John Mackovic, allenatore di football americano statunitense
- 1943 - Willie McFaul, ex calciatore e allenatore di calcio nordirlandese
- 1943 - Muneji Munemura, ex lottatore giapponese
- 1943 - Dick Nemelka, cestista statunitense († 2020)
- 1943 - Perla Peragallo, attrice teatrale italiana († 2007)
- 1944 - Jonathan Culler, critico letterario statunitense
- 1944 - Danièle Graule, cantante, attrice e modella francese († 2022)
- 1944 - Hans-Jürgen Hehn, ex schermidore tedesco
- 1944 - Dror Kashtan, calciatore e allenatore di calcio israeliano († 2024)
- 1944 - Joseph Macerollo, compositore e docente canadese
- 1944 - Antti Tuuri, scrittore finlandese
- 1945 - Rod Carew, ex giocatore di baseball e allenatore di baseball statunitense
- 1945 - Gianni Dall'Aglio, batterista e percussionista italiano
- 1945 - Jan Fuglset, allenatore di calcio e ex calciatore norvegese
- 1945 - Haris Silajdžić, politico bosniaco
- 1945 - Donny Hathaway, cantante e pianista statunitense († 1979)
- 1945 - Ram Nath Kovind, politico e avvocato indiano
- 1945 - Carrie Lucas, cantante statunitense
- 1945 - Patty Shepard, attrice statunitense († 2013)
- 1945 - Adriano Teso, ex politico e imprenditore italiano
- 1946 - Amedeo Felisa, dirigente d'azienda italiano
- 1946 - Dave Holland, compositore e contrabbassista inglese
- 1946 - Ewa Kłobukowska, ex velocista polacca
- 1946 - Tim O'Brien, scrittore statunitense
- 1946 - Tony Pagliuca, musicista italiano
- 1946 - Michael Sladek, inventore e medico tedesco († 2024)
- 1946 - Winnie van Weerdenburg, nuotatrice olandese († 1988)
- 1947 - Dave Arneson, autore di giochi statunitense († 2009)
- 1947 - Massimo Buscemi, attore e personaggio televisivo italiano
- 1947 - Aaron Ciechanover, biologo israeliano
- 1947 - Stephen Collins, attore e cantante statunitense
- 1947 - Davide Croff, banchiere, dirigente d'azienda e dirigente pubblico italiano
- 1947 - Mariska Veres, cantante olandese († 2006)
- 1947 - Sigfrido Fontanelli, ciclista su strada italiano († 2004)
- 1947 - Jack Gillespie, ex cestista statunitense
- 1947 - James Gordon Jr., politico filippino († 2021)
- 1947 - Jun Kamiwazumi, ex tennista giapponese
- 1947 - Aleardo Merlin, politico italiano († 2014)
- 1947 - Carolyn Seymour, attrice britannica
- 1947 - Adriano Tilgher, politico italiano
- 1947 - Martin Turner, bassista e compositore britannico
- 1948 - Lynn Ahrens, compositrice e paroliere statunitense
- 1948 - Antonio Attili, politico italiano
- 1948 - Peter Blake, velista neozelandese († 2001)
- 1948 - Mario Zanabria, allenatore di calcio e ex calciatore argentino
- 1949 - Isaac Bonewits, saggista statunitense († 2010)
- 1949 - Trevor Coker, canottiere neozelandese († 1981)
- 1949 - Elpida, cantautrice greca
- 1949 - Daniel Giger, ex schermidore svizzero
- 1949 - Francis Haget, ex rugbista a 15 francese
- 1949 - Rana Tanveer Hussain, politico pakistano
- 1949 - Octavian Ionescu, ex calciatore rumeno
- 1949 - Yves Mersch, giurista e banchiere lussemburghese
- 1949 - Nebojša Radmanović, politico bosniaco
- 1949 - André Rieu, direttore d'orchestra, violinista e compositore olandese
- 1949 - Giulio Santagata, economista e politico italiano († 2024)
- 1949 - Jean-Claude Skrela, ex rugbista a 15, allenatore di rugby a 15 e dirigente sportivo francese
- 1950 - Annamaria Baratta, cantante italiana († 1996)
- 1950 - Ulisse Di Giacomo, politico italiano
- 1950 - Marco Tullio Giordana, regista, sceneggiatore e scrittore italiano
- 1950 - Susan Greenfield, psicologa e politica britannica
- 1950 - Jeane Manson, cantante e attrice statunitense
- 1950 - Leano Morelli, cantautore italiano
- 1950 - Boris Vladimirovič Morukov, medico e cosmonauta russo († 2015)
- 1950 - Natalija Nogulich, attrice statunitense
- 1950 - Randy Quaid, attore statunitense
- 1951 - Christine Andreas, attrice e soprano statunitense
- 1951 - Brian Greenway, cantante, chitarrista e compositore canadese
- 1951 - Heddy Honigmann, regista peruviana († 2022)
- 1951 - Satoshi Kawata, fisico giapponese
- 1951 - Will van Kralingen, attrice olandese († 2012)
- 1951 - Maurizio Maggiani, scrittore e giornalista italiano
- 1951 - Vittorio Munari, ex rugbista a 15, allenatore di rugby a 15 e dirigente sportivo italiano
- 1952 - Billy Ashcroft, ex calciatore inglese
- 1952 - Anatolij Bajdačnyj, allenatore di calcio e ex calciatore sovietico
- 1952 - Sergio Calore, terrorista e collaboratore di giustizia italiano († 2010)
- 1952 - Michele Del Gaudio, magistrato e politico italiano
- 1952 - Athol Earl, ex canottiere neozelandese
- 1952 - Wanda Sandon, ex cestista italiana
- 1952 - Earl Slick, chitarrista statunitense
- 1952 - Giovanni Tamburelli, artista, scultore e poeta italiano
- 1952 - Saud bin Rashid Al Mu'alla, militare e politico emiratino
- 1953 - Isak Andic, imprenditore spagnolo († 2024)
- 1953 - Caspar Baader, politico e avvocato svizzero
- 1953 - Marco Conti, giornalista italiano
- 1953 - Zdena Helínská, ex cestista cecoslovacca
- 1953 - Tariq Jamil, religioso pakistano
- 1953 - Vil'jar Loor, pallavolista sovietico († 2011)
- 1953 - Mary Anne O'Connor, ex cestista statunitense
- 1953 - Valeriu Stoica, politico rumeno
- 1953 - Franklin Virgüez, attore venezuelano
- 1953 - Grete Waitz, maratoneta e mezzofondista norvegese († 2011)
- 1953 - Klaus Wowereit, ex politico tedesco
- 1954 - Bruno Bini, allenatore di calcio e ex calciatore francese
- 1954 - Ronald Brautigam, pianista olandese
- 1954 - Milly Carlucci, conduttrice televisiva e autrice televisiva italiana
- 1954 - Héctor Guerrero, ex wrestler messicano
- 1954 - Taty Mbungu, calciatore della Repubblica Democratica del Congo († 2022)
- 1954 - Petros Ravousīs, allenatore di calcio e ex calciatore greco
- 1954 - Martin Strel, nuotatore sloveno
- 1954 - Ljubomir Travica, ex pallavolista e allenatore di pallavolo croato
- 1955 - Francesco Bonami, critico d'arte italiano
- 1955 - Ettore Donati, allenatore di calcio e ex calciatore italiano
- 1955 - Ray Farrugia, allenatore di calcio e ex calciatore maltese
- 1955 - Michael Golden, fumettista statunitense
- 1955 - José Fernando Polozzi, allenatore di calcio e ex calciatore brasiliano
- 1955 - Ernesto Preziosi, storico e politico italiano
- 1955 - Roselina Salemi, scrittrice e giornalista italiana
- 1955 - Lutz Trümper, politico tedesco
- 1956 - Andrus Ansip, politico estone
- 1956 - Tara Buckman, attrice e ex modella statunitense
- 1956 - Gina Haspel, agente segreto e funzionaria statunitense
- 1956 - Charalambos Holidis, lottatore greco († 2019)
- 1956 - Terje Krokstad, ex biatleta norvegese
- 1956 - Theresa May, politica britannica
- 1956 - Maurizio Nalin, ex atleta paralimpico italiano
- 1957 - Ian Allinson, allenatore di calcio e ex calciatore inglese
- 1957 - Dean Blackwell, ex calciatore inglese
- 1957 - Yvette Freeman, attrice statunitense
- 1957 - Naeem Mubarak, ex calciatore kuwaitiano
- 1957 - Massimo Ostillio, giornalista e politico italiano
- 1957 - Harald Rein, teologo e vescovo vetero-cattolico tedesco
- 1957 - Giorgio Roselli, allenatore di calcio e ex calciatore italiano
- 1957 - Paolo Scarpa Bonazza Buora, politico italiano
- 1957 - Éva Tardos, matematica ungherese
- 1957 - Tony Zeno, ex cestista statunitense
- 1958 - Michelle Bauer, attrice statunitense
- 1958 - Francesco Maria Licheri, ingegnere e politico italiano
- 1958 - Alton Lister, ex cestista e allenatore di pallacanestro statunitense
- 1958 - Josep Moratalla, ex calciatore spagnolo
- 1958 - Roger Ruud, ex saltatore con gli sci norvegese
- 1958 - Dmitry Tyurin, ex pentatleta kazako
- 1959 - Mark Aizlewood, allenatore di calcio e ex calciatore gallese
- 1959 - Marcos Alonso Peña, calciatore e allenatore di calcio spagnolo († 2023)
- 1959 - Zufer Avdija, ex cestista e allenatore di pallacanestro serbo
- 1959 - Rogério Gonçalves, allenatore di calcio portoghese
- 1959 - Evgenij Grišin, ex pallanuotista sovietico
- 1959 - Donato Iacovone, dirigente d'azienda italiano
- 1959 - Kurt Jørgensen, ex calciatore e ex giocatore di calcio a 5 danese
- 1959 - Youssou N'Dour, cantante e politico senegalese
- 1960 - Richard Barone, musicista statunitense
- 1960 - Jürg Bruggmann, ex ciclista su strada svizzero
- 1960 - Elizabeth Dennehy, attrice statunitense
- 1960 - Paolo Giovannelli, allenatore di calcio e ex calciatore italiano
- 1960 - Andrea Kerbaker, scrittore e direttore artistico italiano
- 1960 - Patrizia Manassero, politica italiana
- 1960 - Brendan Ormsby, allenatore di calcio e ex calciatore inglese
- 1960 - Karin Putsch-Grassi, ceramista tedesca
- 1960 - Raffaele Sabato, magistrato italiano
- 1960 - Kevin Stallings, ex cestista e allenatore di pallacanestro statunitense
- 1960 - Alex Valderrama, ex calciatore colombiano
- 1960 - Salman Sabbah al-Salem al-Hammud al-Sabbah, politico kuwaitiano
- 1961 - Jesús Barrios, ex calciatore colombiano
- 1961 - Rico Constantino, ex wrestler statunitense
- 1961 - Baudouin Decharneux, filosofo e storico delle religioni belga
- 1961 - Thomas von Heesen, allenatore di calcio e ex calciatore tedesco
- 1961 - Kim Poong-joo, ex calciatore sudcoreano
- 1961 - Walter Mazzarri, allenatore di calcio e ex calciatore italiano
- 1961 - Gerald Messlender, calciatore austriaco († 2019)
- 1961 - Robert Rey, chirurgo e personaggio televisivo brasiliano
- 1961 - Fabio Rosini, presbitero, biblista e scrittore italiano
- 1961 - Tim Southam, regista canadese
- 1961 - Mel Sterland, ex calciatore inglese
- 1962 - Fernando Albán Salazar, politico, attivista e avvocato colombiano († 2018)
- 1962 - Nicola Coppola, allenatore di calcio e ex calciatore italiano
- 1962 - Hakeem Kae-Kazim, attore nigeriano
- 1962 - Paul Kostabi, pittore, musicista e produttore discografico statunitense
- 1962 - Juana Molina, cantautrice e attrice argentina
- 1962 - Esai Morales, attore statunitense
- 1962 - Gianluca Nani, dirigente sportivo italiano
- 1962 - Paul Walsh, ex calciatore inglese
- 1963 - Donatella Bianchi, giornalista, politica e conduttrice televisiva italiana
- 1963 - Eric Black, ex calciatore e allenatore di calcio scozzese
- 1963 - Beth Chamberlin, attrice statunitense
- 1963 - Jean-Denis Délétraz, ex pilota automobilistico svizzero
- 1963 - Yasmine Lafitte, ex attrice pornografica francese
- 1963 - Li Chaoyang, ex calciatore cinese
- 1963 - Mark McGwire, allenatore di baseball e ex giocatore di baseball statunitense
- 1963 - Abdulrahman Mohamed, ex calciatore emiratino
- 1963 - Vincenzo Morgante, giornalista italiano
- 1963 - Marco Preve, giornalista italiano
- 1963 - Alessandro Sermoneta, sceneggiatore italiano
- 1963 - Neil Stephens, dirigente sportivo e ex ciclista su strada australiano
- 1963 - Abdullah Sultan, ex calciatore emiratino
- 1964 - Eric Boe, astronauta statunitense
- 1964 - Massimiliano Caputi, dirigente d'azienda italiano
- 1964 - Denis Dercourt, regista e sceneggiatore francese
- 1964 - Enrico Foti, ingegnere italiano
- 1964 - Julien Hirsch, direttore della fotografia francese
- 1964 - Giuseppe Inzerillo, italiano († 1981)
- 1964 - Max Matsuura, produttore discografico giapponese
- 1964 - Petra Morzé, attrice austriaca
- 1964 - Tom Nijssen, ex tennista olandese
- 1964 - Jordi Sànchez i Picanyol, politico e attivista spagnolo
- 1964 - Alejandro Puerto, ex lottatore cubano
- 1964 - Cristina Rivera Garza, scrittrice e storica messicana
- 1964 - John Sheridan, allenatore di calcio e ex calciatore irlandese
- 1964 - Elisabetta Zamparutti, politica italiana
- 1965 - Recep Çetin, allenatore di calcio e ex calciatore turco
- 1965 - Éric de Chassey, critico d'arte francese
- 1965 - Oscar Colucci, ex giocatore di curling italiano
- 1965 - Hugh Fisher, ex canoista canadese
- 1965 - Julio César Franco, ex calciatore paraguaiano
- 1965 - Andrea Gardini, allenatore di pallavolo, dirigente sportivo e ex pallavolista italiano
- 1965 - Andrea Gibellini, poeta e scrittore italiano
- 1965 - Gianluca Graziosi, allenatore di pallavolo italiano
- 1965 - Kim Seung-pyo, schermidore sudcoreano
- 1965 - Ted King, attore statunitense
- 1965 - Mia Mottley, politica barbadiana
- 1965 - Claudio Nardi, pallavolista italiano
- 1965 - John Ridley, scrittore, attore e sceneggiatore statunitense
- 1965 - Maria Laura Rondanini, attrice italiana
- 1965 - Cliff Ronning, ex hockeista su ghiaccio canadese
- 1965 - Jean-Philippe Ruggia, pilota motociclistico francese
- 1965 - Neil Sebastian Scantlebury, vescovo cattolico barbadiano
- 1965 - Tracey West, scrittrice statunitense
- 1966 - Brian Asawa, contraltista statunitense († 2016)
- 1966 - Maxim Atayants, architetto e artista armeno
- 1966 - Donato Avenia, allenatore di pallacanestro e ex cestista italiano
- 1966 - Domenico Bidognetti, mafioso e collaboratore di giustizia italiano
- 1966 - Stefano Dionisi, attore italiano
- 1966 - Ahmed Hefiane, attore tunisino
- 1966 - Scott Innes, doppiatore e attore statunitense
- 1966 - Marc Martí Moreno, copilota di rally spagnolo
- 1966 - Audrey van der Meer, neuroscienziata norvegese
- 1966 - George Weah, politico e ex calciatore liberiano
- 1966 - José Ángel Ziganda, allenatore di calcio e ex calciatore spagnolo
- 1967 - Albert Capellas, allenatore di calcio e dirigente sportivo spagnolo
- 1967 - Geraldine Heaney, ex hockeista su ghiaccio canadese
- 1967 - Pietro Labriola, dirigente d'azienda italiano
- 1967 - Kathy Liebert, giocatrice di poker statunitense
- 1967 - Pino Marino, cantautore e compositore italiano
- 1967 - Shigeki Morimoto, autore di videogiochi giapponese
- 1967 - Davide Oldani, cuoco e imprenditore italiano
- 1967 - Daniel Timofte, allenatore di calcio e ex calciatore rumeno
- 1967 - Scott Young, ex hockeista su ghiaccio statunitense
- 1968 - Michael Brandt, sceneggiatore, regista e montatore statunitense
- 1968 - Sandra Burn, ex sciatrice alpina svizzera
- 1968 - Anuţa Cătună, ex maratoneta rumena
- 1968 - Paolo Dondarini, ex arbitro di calcio italiano
- 1968 - Brett Duval, ex giocatore di calcio a 5 australiano
- 1968 - Stefano Frassetto, fumettista e illustratore italiano
- 1968 - Paul Furlong, allenatore di calcio e ex calciatore inglese
- 1968 - Phil de Glanville, rugbista a 15 britannico
- 1968 - Erik Hochstein, ex nuotatore tedesco
- 1968 - Cammy MacGregor, ex tennista statunitense
- 1968 - Jay Underwood, attore, doppiatore e religioso statunitense
- 1968 - Rob Wilson, ex cestista canadese
- 1969 - Giovanni Bosi, allenatore di calcio e ex calciatore italiano
- 1969 - Roberto Dani, batterista e compositore italiano
- 1969 - Charles Edwards, attore britannico
- 1969 - Zach Galifianakis, comico, attore e conduttore televisivo statunitense
- 1969 - Giordano Gambogi, cantante, musicista e compositore italiano
- 1969 - Nicola di Grecia, principe greco
- 1969 - Heather Hunter, ex attrice pornografica, artista e musicista statunitense
- 1969 - Aleksej Kiselëv, ex giocatore di calcio a 5 russo
- 1969 - Volodymyr Kulyk, ex calciatore e allenatore di calcio ucraino
- 1969 - Jennifer Milmore, attrice statunitense
- 1969 - Jimmy Panetta, politico statunitense
- 1969 - Stacie Passon, regista, sceneggiatrice e produttrice televisiva statunitense
- 1969 - Simone Stelzer, cantante austriaca
- 1969 - Marcus Stephen, politico e ex sollevatore nauruano
- 1970 - Samuele Bersani, cantautore italiano
- 1970 - Yami Bolo, musicista e produttore discografico giamaicano
- 1970 - Tetsuya Itō, ex calciatore giapponese
- 1970 - Kam Wu-seong, attore sudcoreano
- 1970 - Moses Kiptanui, ex siepista e mezzofondista keniota
- 1970 - José Ignacio Peralta, politico, funzionario e economista messicano
- 1970 - Gaston Taument, allenatore di calcio e ex calciatore olandese
- 1970 - Michael Wilkinson, costumista australiano
- 1970 - Aleksej Žamnov, ex hockeista su ghiaccio sovietico
- 1971 - Michelle Bonev, attrice e regista bulgara
- 1971 - Melinda Gainsford-Taylor, ex velocista australiana
- 1971 - Gigi Lai, cantante e attrice cinese
- 1971 - Valentina Persia, comica, cabarettista e attrice italiana
- 1971 - Izabela Dragneva, ex sollevatrice bulgara
- 1971 - Egil Ulfstein, ex calciatore norvegese
- 1971 - Tommy Widdrington, allenatore di calcio e ex calciatore inglese
- 1971 - Uglješa Šajtinac, scrittore e drammaturgo serbo
- 1972 - El Presidente, rapper e produttore discografico italiano
- 1972 - Francis Ferrero, ex calciatore argentino
- 1972 - Hidemaro Fujibayashi, autore di videogiochi giapponese
- 1972 - Leila Hatami, attrice iraniana
- 1972 - Ruperto Herrera García, ex cestista cubano
- 1972 - Esa Holopainen, chitarrista finlandese
- 1972 - Tom Hooper, regista britannico
- 1972 - Mayumi Kawasaki, ex cestista giapponese
- 1972 - Art Long, ex cestista statunitense
- 1972 - Stephen Lord, attore britannico
- 1972 - Danielle Scott, pallavolista statunitense
- 1972 - Ali Shahin, ex calciatore maldiviano
- 1972 - Vadim Vacarciuc, ex sollevatore e ex politico moldavo
- 1972 - Nicola Yoon, scrittrice statunitense
- 1973 - Christian Borle, attore e cantante statunitense
- 1973 - Deco, illustratrice italiana
- 1973 - Jana Henke, ex nuotatrice tedesca
- 1973 - John Krokidas, regista, sceneggiatore e produttore cinematografico statunitense
- 1973 - Mike Maneluk, ex hockeista su ghiaccio canadese
- 1973 - Devin Nunes, politico statunitense
- 1973 - Anne Sander, politica francese
- 1973 - Devid Striesow, attore tedesco
- 1974 - Nach, rapper spagnolo
- 1974 - Aleksandr Averbuch, ex astista russo
- 1974 - Anderson Barbosa, ex calciatore brasiliano
- 1974 - Daniele Bossari, conduttore televisivo e conduttore radiofonico italiano
- 1974 - Keith Duffy, cantante e attore irlandese
- 1974 - Brandon Keener, attore e doppiatore statunitense
- 1974 - Freddie Mwila Junior, calciatore zambiano († 2009)
- 1974 - Valentin Novikov, orientista russo
- 1974 - Domenico Pittis, ex hockeista su ghiaccio canadese
- 1974 - Sherri Saum, attrice e modella statunitense
- 1974 - Zhu Qi, ex calciatore cinese
- 1974 - Hasan Özer, allenatore di calcio e ex calciatore turco
- 1975 - Hanung Bramantyo, regista, sceneggiatore e produttore cinematografico indonesiano
- 1975 - Fabian Busch, attore tedesco
- 1975 - Čulpan Nailevna Chamatova, attrice russa
- 1975 - Csilla Fodor, ex cestista ungherese
- 1975 - Bimba Bosé, modella, cantante e attrice spagnola († 2017)
- 1975 - Kim Sun-a, attrice sudcoreana
- 1975 - Grace Meng, politica e avvocato statunitense
- 1975 - Zoltán Sebescen, ex calciatore tedesco
- 1976 - Danielle Bisutti, attrice, cantante e doppiatrice statunitense
- 1976 - Mourad Boughedir, ex cestista francese
- 1976 - Theodoros Chatzitheodorou, ex pallanuotista greco
- 1976 - Himani Rajya Lakshmi Devi, principessa nepalese
- 1976 - Guillermo Rejón, ex cestista spagnolo
- 1976 - Simone Scattolin, copilota di rally italiano
- 1976 - Aleksandra Sorokina, pallavolista russa
- 1976 - Mark Švets, ex calciatore estone
- 1976 - Ümit Karan, allenatore di calcio e ex calciatore turco
- 1976 - Dora Venter, ex attrice pornografica ungherese
- 1976 - Virginio Zedde, fantino italiano
- 1976 - Nasir al-Wuhayshi, terrorista yemenita († 2015)
- 1977 - Christian Carlassare, vescovo cattolico e missionario italiano
- 1977 - Christian Corona, giocatore di curling italiano
- 1977 - Clint Easton, ex calciatore inglese
- 1977 - Bob Evans, cantante australiano
- 1977 - Eleonora Gaggioli, attrice televisiva e ex modella italiana
- 1977 - Fabio Grossi, ex ballerino italiano
- 1977 - Alejandro Hernández, ex tennista messicano
- 1977 - Elena Lietti, attrice italiana
- 1977 - Mikayel Minasyan, diplomatico armeno
- 1977 - Dwight Phillips, ex lunghista statunitense
- 1977 - William Priddy, pallavolista statunitense
- 1977 - Hernán Senillosa, rugbista a 15 argentino
- 1977 - Christel Takigawa, conduttrice televisiva e annunciatrice televisiva giapponese
- 1977 - Matthew Wilson, dirigente sportivo e ex ciclista su strada australiano
- 1978 - Katie Aselton, attrice, regista e sceneggiatrice statunitense
- 1978 - Nicole Atkins, cantautrice statunitense
- 1978 - İlker Avcıbay, ex calciatore turco
- 1978 - Giovanni Dozzini, scrittore e giornalista italiano
- 1978 - Renata Fodor, schermitrice ungherese
- 1978 - Alfredo Razón González, ex calciatore filippino
- 1978 - Vito Palmieri, regista, sceneggiatore e produttore cinematografico italiano
- 1978 - Aleksandar Pantić, ex calciatore serbo
- 1978 - Aída de la Cruz, attrice e modella spagnola
- 1979 - Curtis Axel, wrestler statunitense
- 1979 - Laurent Cazalon, ex cestista francese
- 1979 - Marielle Heller, regista, sceneggiatrice e attrice statunitense
- 1979 - Rudi Johnson, ex giocatore di football americano statunitense
- 1979 - Ljudmila Kolčanova, lunghista russa
- 1979 - Caterina Licatini, politica italiana
- 1979 - Gilberto Martínez, allenatore di calcio e ex calciatore costaricano
- 1979 - Marko Stanojevic, rugbista a 15 italiano
- 1979 - Magnus Sterner, ex snowboarder svedese
- 1979 - Senhit, cantante italiana
- 1979 - Walewska de Oliveira, pallavolista brasiliana († 2023)
- 1980 - Mourtala Diakité, ex calciatore maliano
- 1980 - Sarah Drew, attrice statunitense
- 1980 - Chloé Georges, ex sciatrice alpina e sciatrice freestyle francese
- 1980 - Berta Hernández, attrice e cantante spagnola
- 1980 - Beau Hoopman, ex canottiere statunitense
- 1980 - Lorenzo Kamel, storico e saggista italiano
- 1980 - Katharina Kühn, ex cestista tedesca
- 1980 - Kelle Marie, ex attrice pornografica britannica
- 1980 - Antonio Narciso, ex calciatore italiano
- 1980 - Timothy O'Donnell, triatleta statunitense
- 1980 - Tosin Oke, triplista nigeriano
- 1980 - Sara Pinciroli, ex ginnasta italiana
- 1980 - Juan José Ribera, allenatore di calcio e ex calciatore cileno
- 1980 - Bruno Saltor, allenatore di calcio e ex calciatore spagnolo
- 1980 - Kim-Lian, cantante e conduttrice televisiva olandese
- 1981 - Rəşad Abdullayev, ex calciatore azero
- 1981 - Samantha Casella, regista, attrice e sceneggiatrice italiana
- 1981 - Phil Dowson, dirigente sportivo, allenatore di rugby a 15 e rugbista a 15 inglese
- 1981 - Júlio Baptista, allenatore di calcio e ex calciatore brasiliano
- 1981 - Francesca Mannocchi, giornalista e scrittrice italiana
- 1981 - Roxane Mesquida, attrice e modella francese
- 1981 - Mirsad Mijadinoski, ex calciatore macedone
- 1981 - Gaby Mudingayi, ex calciatore belga
- 1981 - Cindy Nell, modella e conduttrice televisiva sudafricana
- 1981 - Johnny Oduya, hockeista su ghiaccio svedese
- 1981 - Peter Phok, produttore cinematografico statunitense
- 1981 - Belinda Snell, ex cestista australiana
- 1981 - Mike Wilkinson, ex cestista statunitense
- 1981 - David Yelldell, ex calciatore statunitense
- 1981 - Satoshi Ōtomo, ex calciatore giapponese
- 1982 - Ever Alfaro, ex calciatore costaricano
- 1982 - Haruna Babangida, ex calciatore nigeriano
- 1982 - Maha Chelly, ex cestista tunisina
- 1982 - Olga Fonda, attrice e modella russa
- 1982 - César Eduardo González, calciatore venezuelano
- 1982 - Lery Hannany, calciatore francese
- 1982 - Massimo La Rosa, maestro di scherma e dirigente sportivo italiano
- 1982 - Claudio Marinaccio, fumettista e illustratore italiano
- 1982 - Marija Mićović, ex cestista serba
- 1982 - Sandra Oxenryd, cantante svedese
- 1982 - Yuji Sakamoto, wrestler giapponese
- 1982 - Sergio Sánchez, mezzofondista spagnolo
- 1982 - Matt Stevens, rugbista a 15 sudafricano
- 1982 - Sheena Tosta, ex ostacolista statunitense
- 1982 - Zhang Liangliang, schermidore cinese
- 1983 - Mohamed Abdelwahab, calciatore egiziano († 2006)
- 1983 - Koray Arslan, ex calciatore turco
- 1983 - Lolita Chammah, attrice francese
- 1983 - Roxie Cotton, wrestler statunitense
- 1983 - Anna Drijver, attrice e modella olandese
- 1983 - Robbie E, wrestler statunitense
- 1983 - Eliseu, ex calciatore portoghese
- 1983 - Ibrahim Juma, ex calciatore ugandese
- 1983 - Marina Katić, pallavolista croata
- 1983 - Ryan LaFlare, artista marziale misto statunitense
- 1983 - Paolo Parentela, politico italiano
- 1983 - Benjamin Rondeau, canottiere francese
- 1983 - Omer Abdelqader Salem, ex cestista qatariota
- 1983 - Eric Shanteau, ex nuotatore statunitense
- 1983 - Bas Verwijlen, schermidore olandese
- 1983 - Alexander Victor, calciatore samoano americano
- 1983 - Mirko Vučinić, ex calciatore montenegrino
- 1983 - Selvin Young, giocatore di football americano statunitense
- 1984 - Beck Bennett, attore e comico statunitense
- 1984 - Josh Brener, attore statunitense
- 1984 - Matt Cain, ex giocatore di baseball statunitense
- 1984 - Alberto Corbacho, cestista spagnolo
- 1984 - Kelly Craig, modella e attrice canadese
- 1984 - Gerry Cinnamon, cantautore scozzese
- 1984 - Valentina De Luca, calciatrice italiana
- 1984 - Erica Ellyson, modella statunitense
- 1984 - Leandro Gioda, ex calciatore argentino
- 1984 - Llorenç González, attore spagnolo
- 1984 - Herbert Hill, ex cestista statunitense
- 1984 - Michail Komkov, ex calciatore russo
- 1984 - Andi Langenhan, ex slittinista tedesco
- 1984 - Bartholomew Ogbeche, ex calciatore nigeriano
- 1984 - Laura Pous Tió, ex tennista spagnola
- 1984 - Sam Saletta, attore statunitense
- 1984 - Azlan Shah Kamaruzaman, pilota motociclistico malese
- 1984 - Mónica Spear, modella e attrice venezuelana († 2014)
- 1984 - Imad Zatara, ex calciatore svedese
- 1985 - Antonio Salas Quinta, ex calciatore spagnolo
- 1985 - Amin Askar, ex calciatore norvegese
- 1985 - Deniz Burnham, astronauta statunitense
- 1985 - Chris Ciriello, hockeista su prato australiano
- 1985 - Chris Clark, giocatore di football americano statunitense
- 1985 - Tirunesh Dibaba, mezzofondista e maratoneta etiope
- 1985 - Emerald Fennell, attrice, sceneggiatrice e regista britannica
- 1985 - José Herrada, ex ciclista su strada spagnolo
- 1985 - Isis King, modella e stilista statunitense
- 1985 - Catrinel Menghia, attrice, regista e ex modella rumena
- 1985 - Luca Micheletti, attore, regista teatrale e baritono italiano
- 1985 - Magid Mohamed, calciatore qatariota
- 1985 - Maikel Nabil Sanad, attivista e blogger egiziano
- 1985 - Paluch, rapper polacco
- 1985 - Porcelain Black, modella e cantautrice statunitense
- 1985 - Leah Renee Cudmore, attrice, doppiatrice e cantante canadese
- 1985 - Dušan Saviḱ, ex calciatore macedone
- 1985 - MacGregor Sharp, allenatore di hockey su ghiaccio e ex hockeista su ghiaccio canadese
- 1985 - Vincenzo Tamburo, pallavolista italiano
- 1986 - Brian Asbury, ex cestista statunitense
- 1986 - Abdelouahed Chakhsi, ex calciatore marocchino
- 1986 - Nejmeddin Daghfous, ex calciatore tedesco
- 1986 - Elton Doku, ex calciatore albanese
- 1986 - Carl Finnigan, ex calciatore inglese
- 1986 - Sayaka Kanda, cantante, attrice e doppiatrice giapponese († 2021)
- 1986 - Leif Niclasen, ex calciatore faroese
- 1986 - Trent Plaisted, ex cestista statunitense
- 1986 - Kalyna Roberge, pattinatrice di short track canadese
- 1986 - Prashanth Sellathurai, ginnasta australiano
- 1986 - Jurnee Smollett, attrice statunitense
- 1986 - Ricardo Vaz Tê, ex calciatore portoghese
- 1987 - Daniel Adlung, calciatore tedesco
- 1987 - Lionel Ainsworth, ex calciatore inglese
- 1987 - Carlos Barrón, giocatore di calcio a 5 spagnolo
- 1987 - Raúl Becerra, calciatore argentino
- 1987 - Michaela Coel, attrice, sceneggiatrice e cantante britannica
- 1987 - Guilherme Cobbo, altista brasiliano
- 1987 - Matthew Daddario, attore statunitense
- 1987 - Vítor Gazimba, allenatore di calcio portoghese
- 1987 - Serdar Geldiýew, ex calciatore turkmeno
- 1987 - Alia Guagni, ex calciatrice italiana
- 1987 - Mathias Heymann, ballerino francese
- 1987 - Markéta Janáková, pilota motociclistica ceca
- 1987 - Maro Joković, pallanuotista croato
- 1987 - Benjamin Kessel, ex calciatore tedesco
- 1987 - Ahmed Khairy, calciatore egiziano
- 1987 - Ketleyn Quadros, judoka brasiliana
- 1987 - Andy Ogide, cestista statunitense
- 1987 - Wout Poels, ciclista su strada olandese
- 1987 - Laura Rus, calciatrice rumena
- 1987 - Marcus Thorbjörnsson, allenatore di calcio e ex calciatore svedese
- 1987 - Dane Wardenburg, ex giocatore di football americano e allenatore di football americano statunitense
- 1987 - Marco Zamparella, ex ciclista su strada italiano
- 1987 - Grzegorz Łomacz, pallavolista polacco
- 1988 - Salomon Wisdom Aka, ex calciatore beninese
- 1988 - Lukas Brazdauskis, ex cestista lituano
- 1988 - Manoel Crema, ex giocatore di calcio a 5 brasiliano
- 1988 - Fabrizio De Flaviis, doppiatore e direttore del doppiaggio italiano
- 1988 - Mostafa El Gamel, martellista egiziano
- 1988 - Erivelto Emiliano da Silva, calciatore brasiliano
- 1988 - Juan Forlín, ex calciatore argentino
- 1988 - Cariba Heine, attrice sudafricana
- 1988 - Hong Bo-ram, cestista sudcoreana
- 1988 - Joshua John, ex calciatore olandese
- 1988 - Neven Laštro, calciatore bosniaco
- 1988 - Artur Pătraș, calciatore moldavo
- 1988 - Rachel Rourke, pallavolista australiana
- 1988 - Matthias Schamp, calciatore belga
- 1988 - Juan Viscardi, giocatore di football americano svizzero
- 1988 - Nick Whitaker, attore statunitense
- 1989 - Jelena Alajbeg, pallavolista croata
- 1989 - Lauren Albanese, tennista statunitense
- 1989 - Gil Amitay, cestista israeliano
- 1989 - Alioune Badará, calciatore senegalese
- 1989 - Adam Blythe, ex ciclista su strada e pistard britannico
- 1989 - Serges Deblé, calciatore ivoriano
- 1989 - Sergio de la Fuente, cestista spagnolo
- 1989 - Guido Falaschi, pilota automobilistico argentino († 2011)
- 1989 - Orhan Hacıyeva, cestista azero
- 1989 - Sarah Hegazi, attivista egiziana († 2020)
- 1989 - Nisso Kapiloto, ex calciatore israeliano
- 1989 - Brie Larson, attrice e cantante statunitense
- 1989 - Ofentse Nato, calciatore botswano
- 1989 - Robin van Roosmalen, kickboxer e artista marziale misto olandese
- 1989 - Greg Somogyi, ex cestista ungherese
- 1989 - Ella Suitiala, ex snowboarder finlandese
- 1990 - Şahin Aygüneş, calciatore tedesco
- 1990 - Dustin Hopkins, giocatore di football americano statunitense
- 1990 - Chloe Hosking, ciclista su strada australiana
- 1990 - Baden Jaxen, cestista statunitense
- 1990 - Hazal Kaya, attrice turca
- 1990 - Jan Kirchhoff, allenatore di calcio e ex calciatore tedesco
- 1990 - Anthony Lopes, calciatore francese
- 1990 - Ousmane Mané, calciatore senegalese
- 1990 - Nick Marsman, calciatore olandese
- 1990 - Paige McPherson, taekwondoka statunitense
- 1990 - Pedro Mendes, calciatore portoghese
- 1990 - Leonardo Monteiro, cantante, cantautore e ballerino svizzero
- 1990 - Tomislav Mrčela, calciatore australiano
- 1990 - Albert Prosa, calciatore estone
- 1990 - Dezmen Southward, giocatore di football americano statunitense
- 1990 - Florian Staub, schermidore svizzero
- 1990 - Gary Woods, calciatore inglese
- 1990 - Talib Zanna, cestista nigeriano
- 1991 - James Atoe, giocatore di football americano statunitense
- 1991 - Gideon Baah, ex calciatore ghanese
- 1991 - Ambrogio Beccaria, velista italiano
- 1991 - Conor Clifford, calciatore irlandese
- 1991 - Mathieu Deplagne, ex calciatore francese
- 1991 - Jenn Dodds, giocatrice di curling scozzese
- 1991 - Lauren Embree, tennista statunitense
- 1991 - Mark Engel, ex sciatore alpino statunitense
- 1991 - Elson Hooi, calciatore olandese
- 1991 - Dīmītrīs Katsivelīs, cestista greco
- 1991 - Gus Kenworthy, sciatore freestyle e attivista statunitense
- 1991 - Timothée Kolodziejczak, calciatore francese
- 1991 - Jonatan Kopelev, nuotatore israeliano
- 1991 - Vincent Kriechmayr, sciatore alpino austriaco
- 1991 - Oleksandr Kučerenko, calciatore moldavo
- 1991 - Mohamed Mohyeldin, judoka egiziano
- 1991 - Renan Mota, calciatore brasiliano
- 1991 - Robbie Ray, giocatore di baseball statunitense
- 1991 - Hristina Ruseva, pallavolista bulgara
- 1991 - Ramón Sánchez Giménez, cestista paraguaiano
- 1991 - Niletto, cantante e rapper russo
- 1991 - Samuel Shankland, scacchista statunitense
- 1991 - Ahmed Tawfik, calciatore egiziano
- 1991 - Rain Veideman, cestista estone
- 1991 - Roman Wilson, ex giocatore di football americano statunitense
- 1991 - Zhang Yang Yang, cantante cinese
- 1992 - Maggy Ashmawy, tiratrice a volo egiziana
- 1992 - Xander Bogaerts, giocatore di baseball olandese
- 1992 - Taymir Burnet, velocista olandese
- 1992 - Fabio Caballero, calciatore paraguaiano
- 1992 - Letizia Camera, ex pallavolista italiana
- 1992 - Christian Cruz, calciatore ecuadoriano
- 1992 - Boran Kuzum, attore turco
- 1992 - Glebs Kļuškins, calciatore lettone
- 1992 - Lorenzo Mauldin, giocatore di football americano statunitense
- 1992 - Jeremy Mbakogu, calciatore nigeriano
- 1992 - Simone Rapp, calciatore svizzero
- 1992 - You Je-Young, judoka sudcoreana
- 1992 - Julie Zogg, snowboarder svizzera
- 1992 - Mavzuna Čorieva, pugile tagika
- 1993 - Jacopo Balanzoni, cestista italiano
- 1993 - Djilali Bedrani, mezzofondista francese
- 1993 - Christian Bravo, calciatore cileno
- 1993 - Elizabeta Burg, modella croata
- 1993 - Sam Clemmett, attore britannico
- 1993 - İlay Erkök, attrice turca
- 1993 - Pablo Gállego, calciatore spagnolo
- 1993 - Max Hubacher, attore svizzero
- 1993 - Giorgi Kvilitaia, calciatore georgiano
- 1993 - Nicolás López, calciatore uruguaiano
- 1993 - Ronny Marcos, calciatore tedesco
- 1993 - Cozz, rapper e produttore discografico statunitense
- 1993 - Joe Rahon, ex cestista statunitense
- 1993 - Emanuel Rieder, slittinista italiano
- 1993 - Sabela, cantante spagnola
- 1993 - Teklit Teweldebrhan, ex mezzofondista eritreo
- 1993 - Matthew West, pallavolista statunitense
- 1994 - Rodrigo Aguirre, calciatore uruguaiano
- 1994 - Islam Batran, calciatore palestinese
- 1994 - Lisa Fissneider, ex nuotatrice italiana
- 1994 - Wayne Gallman, giocatore di football americano statunitense
- 1994 - Mahmoud Hassan, calciatore egiziano
- 1994 - Ali Hisni, calciatore iracheno
- 1994 - Dejan Meleg, calciatore serbo
- 1994 - Cedric Mullins, giocatore di baseball statunitense
- 1994 - Pedro Rocha Neves, calciatore brasiliano
- 1994 - Azizbek Turg'unboev, calciatore uzbeko
- 1994 - Aleš Čermák, calciatore ceco
- 1995 - Juan Azócar, calciatore venezuelano
- 1995 - Christine Botlogetswe, velocista botswana
- 1995 - Diego Campos, calciatore costaricano
- 1995 - Valentin Cojocaru, calciatore rumeno
- 1995 - Cătălin Cozma, tuffatore rumeno
- 1995 - Sean Goss, calciatore nordirlandese
- 1995 - Scott Helman, cantante canadese
- 1995 - Lauren Hill, cestista statunitense († 2015)
- 1995 - Aymeric Nicault, ex giocatore di football americano francese
- 1995 - Vinko Petković, calciatore croato
- 1995 - Artiom Rozgoniuc, calciatore moldavo
- 1995 - Bahadır Öztürk, calciatore turco
- 1996 - Adora Anae, pallavolista statunitense
- 1996 - Vitalina Bacaraškina, tiratrice a segno russa
- 1996 - Donovan Donaldson, cestista statunitense
- 1996 - Saeid Ezatolahi, calciatore iraniano
- 1996 - Jurani Francisco Ferreira, calciatore brasiliano
- 1996 - Shenseea, cantante giamaicana
- 1996 - Nicholas Mboroto Kosimbei, mezzofondista keniota
- 1996 - Dererk Pardon, cestista statunitense
- 1996 - Djair Parfitt-Williams, calciatore bermudiano
- 1996 - Kennedy Simon, rugbista a 15 neozelandese
- 1996 - Melanie Stokke, tennista norvegese
- 1997 - Mohamed Abdel Salam, calciatore egiziano
- 1997 - Jade Bird, cantautrice e polistrumentista britannica
- 1997 - Geoffrey Chinedu, calciatore nigeriano
- 1997 - Hamza Choudhury, calciatore inglese
- 1997 - Aleksejs Grjaznovs, calciatore lettone
- 1997 - Jens Hofer, calciatore svizzero
- 1997 - Dedric Lawson, cestista statunitense
- 1997 - Adrian Meisen, ex sciatore alpino tedesco
- 1997 - Muhammad Nur Aiman Mohd Zariff, ciclista su strada e pistard malese
- 1997 - Emmanuel Nworie, lottatore nigeriano
- 1997 - Jeffrey Read, sciatore alpino canadese
- 1997 - Marco Antonio Rosa Furtado Júnior, calciatore brasiliano
- 1997 - Vladislav Sarveli, calciatore russo
- 1997 - Elisa Senß, calciatrice tedesca
- 1997 - Minori Suzuki, doppiatrice e cantante giapponese
- 1997 - Mattia Vitale, calciatore italiano
- 1997 - Tetsushi Yamakawa, calciatore giapponese
- 1997 - Syamer Kutty Abba, calciatore malaysiano
- 1997 - Lelê, calciatore brasiliano
- 1998 - Samurai Jay, rapper italiano
- 1998 - Agustín Canobbio, calciatore uruguaiano
- 1998 - Jehan Daruvala, pilota automobilistico indiano
- 1998 - Lukas Daschner, calciatore tedesco
- 1998 - Thomas Fletcher, giocatore di football americano statunitense
- 1998 - Daniel Gafford, cestista statunitense
- 1998 - Hunter Hess, sciatore freestyle statunitense
- 1998 - Cima Belaruskich, cantante e rapper bielorusso
- 1998 - Yvann Maçon, calciatore francese
- 1998 - Danika Yarosh, attrice statunitense
- 1998 - Guilherme da Costa, nuotatore brasiliano
- 1999 - Simone Biasutti, triplista italiano
- 1999 - Jacob Eriksson, ciclista su strada svedese
- 1999 - Giōrgos Kamperidīs, cestista greco
- 1999 - Karim Fouad, calciatore egiziano
- 1999 - Ali Majrashi, calciatore saudita
- 1999 - Francine Niyomukunzi, mezzofondista e maratoneta burundese
- 1999 - Mason Parris, lottatore statunitense
- 1999 - Álex Pastor, calciatore spagnolo
- 1999 - Marlisa Punzalan, cantante australiana
- 1999 - Christopher Taylor, velocista giamaicano
- 1999 - Andrea Tessiore, calciatore italiano
- 1999 - Gianluca Vinci, pallamanista italiano
- 2000 - Jonathan Milan, ciclista su strada e pistard italiano
- 2000 - Adam Randell, calciatore inglese
- 2000 - Kalle Rovanperä, pilota di rally finlandese
- 2000 - Bruno Scorza, calciatore uruguaiano
- 2000 - Jordan Whittington, giocatore di football americano statunitense

## XXI secolo(29)
- 2001 - Gourav Baliyan, lottatore indiano
- 2001 - Luna Blaise, attrice statunitense
- 2001 - William Dandjinou, pattinatore di short track canadese
- 2001 - Mason Greenwood, calciatore inglese
- 2001 - Eliška Hamzová, cestista ceca
- 2001 - Eddie Salcedo, calciatore italiano
- 2001 - Amar Sylla, cestista senegalese
- 2001 - Cédric Teguía, calciatore spagnolo
- 2002 - Alessandro Bianco, calciatore italiano
- 2002 - Danila Chotulëv, calciatore russo
- 2002 - Alper Demirol, calciatore svedese
- 2002 - Sunusi Ibrahim, calciatore nigeriano
- 2002 - Théo Le Bris, calciatore francese
- 2002 - Camilo Mena, calciatore colombiano
- 2002 - Vladyslav Veleten', calciatore ucraino
- 2003 - Marcelo Flores, calciatore messicano
- 2003 - Franjo Ivanović, calciatore croato
- 2003 - Imam Jagne, calciatore svedese
- 2003 - Ilias Kamardine, cestista francese
- 2003 - Weslley Patati, calciatore brasiliano
- 2004 - Karoy Anderson, calciatore inglese
- 2004 - Beatrice Esegio, nuotatrice artistica italiana
- 2004 - Alan Núñez, calciatore paraguaiano
- 2004 - Marcus Rafferty, calciatore svedese
- 2004 - Ronaldo de Jesús, calciatore paraguaiano
- 2005 - Daniel Dardha, scacchista belga
- 2005 - Matteo Sioli, altista italiano
- 2006 - Priah Ferguson, attrice statunitense
- 2006 - Alberto Riccardi, calciatore sammarinese

## Senza anno specificato(1)
- Chelidonia, religiosa italiana († 1152)